# Капітан Збреши-голова
«Капітан Збреши-голова» (рос. «Капитан Соври-голова») — білоруський радянський художній фільм 1979 року режисера Миколи Лук'янова за мотивами повістей В. Медведєва «Капітан Збреши-голова» і «Несхожі близнюки» про веселі пригоди братів-близнюків під час літніх канікул.

## Сюжет
Один з братів — людина серйозна і зібраний, а другий отримав прізвисько «Капітан Збреши-голова». Отже братові доводиться виручати бовдура...

## У ролях
- Дмитро Замулин
- Борис Галкін
- Ольга Гобзева
- Анатолій Равикович
- Олег Корчиков
- Євген Цейтлін
- Юлія Мазанкіна
- Володимир Журавльов
- Сергій Захорошко
- Андрій Вертель
- Андрій Йосифов
- Андрій Рубін
- Данило Зайцев

## Творча група
- Сценарій: Павло Павлов
- Режисер: Микола Лук'янов
- Оператор: Анатолій Клейменов
- Композитор: Володимир Дашкевич